# Oncometopia tartarea
Oncometopia tartarea är en insektsart som först beskrevs av Carl Stål 1864.  Oncometopia tartarea ingår i släktet Oncometopia och familjen dvärgstritar. Inga underarter finns listade i Catalogue of Life.